# بطاقة تطعيم ضد كوفيد-19
بطاقة تطعيم ضد كوفيد-19 هي عبارة عن سجل يُقدم غالبًا للأشخاص الذين تلقوا لقاح كوفيد-19 يعرض معلومات مثل تاريخ (تواريخ) تلقي الشخص لجرعة (جرعات) اللقاح ونوع اللقاح الذي حصل عليه، بما في ذلك أحيانًا الرقم التعريفي الخاص بجرعة اللقاح. وتحتوي البطاقة أيضًا على معلومات تحدد هوية الحاصل على اللقاح والموقع الذي أُعطيت فيه كل الجرعة. ويمكن أن تكون بمثابة وثيقة رسمية للتحقق من حصول الشخص على التطعيم، وهو ما قد تطلبه بعض المؤسسات مثل المدارس أو أماكن العمل أو السفن السياحية أو عند عبور الحدود الدولية، اعتمادًا على البلد.
تصدر بعض الدول بطاقات تطعيم ضد كوفيد-19 رقمية بينما تصدر دول أخرى بطاقات ورقية، ويمكن أن يختار المواطنون امتلاك بطاقة رقمية أو أخرى ورقية أو كليهما في بعض أو معظم دول الاتحاد الأوروبي.

## وفقًا للدولة

### أستراليا
يحصل الأستراليون، في الوقت الذي يتلقون فيه لقاحهم، على بطاقة رقمية يمكن الوصول إليها من خلال هواتفهم الذكية.

### البرازيل
وافق مجلس الشيوخ البرازيلي على توفير البطاقات الرقمية في ديسمبر 2020.

### كندا
أعلنت مقاطعة كولومبيا البريطانية عن خطط لتنفيذ نظام جواز سفر اللقاح ابتداءً من سبتمبر 2021، في حين طبقت مقاطعة مانيتوبا هذا النظام للعديد من الفعاليات المغلقة والمفتوحة بدءًا من 3 سبتمبر 2021. وطبقت مقاطعة كيبيك جواز سفر اللقاح على العديد من الفعاليات المغلقة والمفتوحة بدءًا من 1 سبتمبر 2021.

### الصين
تستخدم الصين شهادات اللقاح الرقمية للمسافرين الدوليين القادمين والمغادرين.

### مصر
يمكن للحاصلين على جرعتين من اللقاح أن ينالوا شهادةً تسمح لهم بالسفر.

### ألمانيا
يوثق الحصول على اللقاح ضد كوفيد-19 في ألمانيا من خلال الشهادة الدولية للتطعيم أو الوقاية (كارتي جون أو البطاقة الصفراء)، والمعروفة باسم هادة التطعيم الصفراء (gelber Impfpass). ويمكن أيضًا الحصول على نسخة رقمية (جواز المناعة) تصدر بانتظام منذ 1 يوليو في مراكز التطعيم للأشخاص الذين يتلقون جرعات اللقاح كاملة وفي الصيدليات للأشخاص المطعمين قبل يوليو.

### الهند
تصدر شهادة رقمية يمكن تنزيلها إما من شبكة لقاح كوفيد الذكية (CoWIN) أو من تطبيق جسر الصحة (Aarogya Setu) للهواتف الذكية بمجرد أن يتلقى الشخص جرعة من اللقاح في الهند. وتصدر شهادة مؤقتة بعد الجرعة الأولى تحتوي على البيانات الشخصية للحاصل على اللقاح ونوع اللقاح المستخدم واسم المسؤول الطبي القائم على تقديم اللقاح وموقع الحصول على الجرعة التالية؛ وتصدر الشهادة النهائية بعد الجرعة الثانية. ويتوفر لأولئك الذين يسافرون إلى الخارج خيار ربط جواز سفرهم بجرعات اللقاح الحاصلين عليها.

### إندونيسيا
يحصل كل شخص تلقى جرعة لقاح واحدة على الأقل في إندونيسيا على بطاقة تطعيم ضد كوفيد-19 ورقية وشهادة تطعيم رقمية يمكن تنزيلها من تطبيق PeduliLindungi للهواتف الذكية. وتحتوي بطاقة التطعيم على البيانات الشخصية للشخص الحاصل على اللقاح ونوع اللقاح المستخدم واسم المسؤول الطبي القائم على تقديم اللقاح ورقم دفعة اللقاح المستخدم، وموقع الحصول على الجرعة التالية.

### أيرلندا
بدأ الأشخاص المطعمين بالكامل في أيرلندا في تلقي شهادات كوفيد الرقمية الخاصة بالاتحاد الأوروبي من خلال البريد الإلكتروني أو البريد العام بدءًا من 12 يوليو 2021. واستُخدمت الشهادة الرقمية للاتحاد الأوروبي في أيرلندا مبدئيًا للسفر الدولي إذ خُففت القيود على الحاصلين عليها داخل وخارج البلاد اعتبارًا من 19 يوليو، مع استعمالها أيضًا في المطاعم والحانات باعتبارها إثبات على التطعيم ليتمكن حاملوها من الاستمتاع بخدمات هذه المرافق.
يصدر مسؤول الخدمات الصحية (HSE) بطاقة سجل تطعيم للأشخاص الذين يتلقون لقاح كوفيد-19 في أيرلندا والتي تتضمن تذكيرات بمواعيد الجرعات التالية. تحتوي البطاقة على اسم الحاصل على اللقاح وتواريخ إعطاء الجرعتين ونوع اللقاح ورقم دفعته. واستُخدمت هذه البطاقة باعتبارها إثباتًا على التطعيم في المطاعم والحانات.

### إسرائيل
أطلقت إسرائيل نظام الممر الأخضر لأولئك الذين أكملوا أسبوعًا بعد حصولهم على جرعتهم الثانية من اللقاح أو أولئك الذين تعافوا من الفيروس وكانوا غير مؤهلين لتلقي اللقاح في فبراير 2021. وتتولى وزارة الصحة مسؤولية الممر الأخضر، الذي يُعد شهادةً رقميةً آمنةً مطلوبةً لدخول مناطق مزدحمة معينة مثل المطاعم والصالات الرياضية والمسارح والمعابد اليهودية التي سجلت نفسها لتكون جزءًا من هذا النظام. يجب على الشخص الملقح إما تنزيل تطبيق خاص أو استخدام موقع الإنترنت الخاص بالوزارة لتنزيل الشهادة؛ مع العلم أنه يمكن التأكد من صحة البطاقة من خلال رمز الاستجابة السريعة. كان الممر ساري المفعول لمدة ستة أشهر من تاريخ الجرعة الثانية من اللقاح عند إطلاقه، ولكن مددت الوزارة صلاحية الممر الأخضر في مايو لتصل إلى عام كامل.